# Somme-Suippe
Somme-Suippe település Franciaországban, Marne megyében. Lakosainak száma 511 fő (2022. január 1.). Somme-Suippe Bussy-le-Château, Laval-sur-Tourbe, Saint-Jean-sur-Tourbe, Saint-Remy-sur-Bussy, Somme-Tourbe, Souain-Perthes-lès-Hurlus, Suippes és Wargemoulin-Hurlus községekkel határos.

## Népesség
A település népessége az elmúlt években az alábbi módon változott:
| Lakosok száma | 362  | 384  | 389  | 449  | 467  | 461  | 475  | 506  | 510  | 511  |
|               | 1968 | 1982 | 1990 | 2006 | 2013 | 2015 | 2017 | 2019 | 2020 | 2022 |